# Triphenylzinnbromid
Triphenylzinnbromid ist eine chemische Verbindung aus der Gruppe der zinnorganischen Verbindungen.

## Gewinnung und Darstellung
Triphenylzinnbromid kann durch Umsetzung von Tetraphenylzinn mit Brom in Pyridin hergestellt werden:
{\displaystyle \mathrm {Sn(C_{6}H_{5})_{4}+\ Br_{2}\ {\xrightarrow {Pyridin}}\ BrSn(C_{6}H_{5})_{3}\ +\ C_{5}H_{6}Br} }
Es kann auch durch Komproportionierung von Tetraphenylzinn mit Zinntetrabromid (Kocheshkov-Umlagerung) dargestellt werden:
{\displaystyle \mathrm {3\ Sn(C_{6}H_{5})_{4}\ +\ SnBr_{4}\ \rightarrow \ 4\ BrSn(C_{6}H_{5})_{3}} }

## Eigenschaften
Die Halogen-Kohlenstoff-Bindung hat in Triphenylzinnhalogeniden einen deutlichen kovalenten Anteil, wodurch sie sich besser in organischen Lösungsmitteln als in Wasser löst. In letzterem hydrolysieren sie nur langsam.
Triphenylzinnbromid besitzt eine monokline Kristallstruktur mit der Raumgruppe P21/c (Raumgruppen-Nr. 14) mit den Gitterparametern a = 1908,2 pm, b = 976,3 pm, c = 1873,9 pm und β = 106,32°. In der asymmetrischen Elementarzelle befinden sich zwei Formeleinheiten. Der Sn-Br-Abstand beträgt 249,5 (2) pm, der Sn-C-Abstand beträgt 211,4 (8) pm, die Bindungswinkel liegen bei 105,2 (2)° (Br–Sn–C) und 113,4 (3)° (C–Sn–C).

## Toxische Eigenschaften
Die toxischen Eigenschaften zinnorganischer Verbindungen, wie Triphenylzinnbromid oder das analoge Triphenylzinnchlorid, variieren mit der Anzahl und Art der organischen Substituenten, die meisten  werden aber inzwischen als giftig  eingestuft. Zinnorganische Verbindungen wirken insbesondere auf die Nieren, das zentrale Nervensystem, Leber, Nebennieren, Thymus, Milz, Harnblase, Hoden und Nebenhoden.